# M52 SPH
M52 Self-propelled Howitzer – amerykańska haubica samobieżna.
Działo M52 było zbudowane na zmodyfikowanym podwoziu czołgu M41 Walker Bulldog, identycznym jak w przypadku działa M44 SPH. Na podwoziu umieszczona była obrotowa wieża z haubicą M85 kalibru 105 mm. Kąt ostrzału działa w poziomie był równy 120°, w pionie od -10° do +65°. Maksymalna donośność pocisków była równa 11 270 m. Wewnątrz pojazdu przewożone były 102 naboje do działa z czego 21 było gotowych do natychmiastowego użycia. Uzbrojeniem dodatkowym był wielkokalibrowy karabin maszynowy M2 kalibru 12,7 mm.
Produkcję dział M52 rozpoczęto w 1951 roku, ale problemy techniczne trapiące pierwsze wozy sprawiły, że oficjalnie do uzbrojenia przyjęte zostały w 1955 roku.